# Ridden with Disease
Ridden with Disease è una raccolta della band death metal Autopsy, pubblicato nel 2000. Le 2 tracce live (Severed Survival e Service for a Vacant Coffin) furono registrate a Bamberga, in Germania, il 16 marzo 1990.

## Tracce
1. Human Genocide – 3:13
2. Embalmed – 2:56
3. Stillborn – 2:55
4. Mauled to Death – 4:15
5. Charred Remains – 3:34
6. Ridden With Disease – 4:43
7. Critical Madness – 4:26
8. Severed Survival (live) – 3:40
9. Service for a Vacant Coffin (live) – 3:30

## Formazione
- Chris Reifert - batteria e voce
- Danny Coralles - chitarra
- Eric Cutler - chitarra
- Ken Sorvari - basso